# Diecezja ełcka
Diecezja ełcka (łac. Dioecesis Liccanensis; niem. Bistum Lyck) – jedna z trzech diecezji obrządku łacińskiego metropolii warmińskiej w Polsce, w części historycznie nawiązująca do diecezji sambijskiej utworzonej 4 lipca 1243 decyzją legata papieskiego Wilhelma z Modeny, a zatwierdzoną przez papieża Innocentego IV 30 lipca 1243. Ustanowiona przez papieża Jana Pawła II 25 marca 1992 bullą Totus Tuus Poloniae populus.

## Biskupi

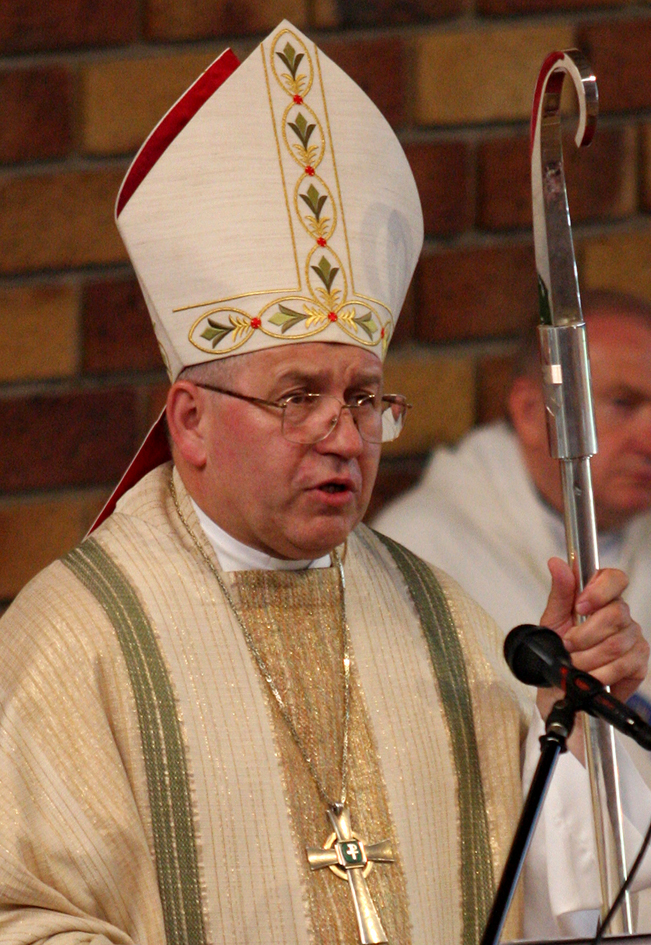
Jerzy Mazur SVD – biskup diecezjalny

### Biskup diecezjalny
- bp Jerzy Mazur SVD – ordynariusz ełcki od 2003

### Biskup pomocniczy
- bp Dariusz Zalewski – (wikariusz generalny) od 2022

## Instytucje
- Wyższe Seminarium Duchowne w Ełku
- Kuria Diecezjalna
- Sąd Biskupi
- Diecezjalna Caritas
- Archiwum Diecezjalne
- Muzeum Diecezjalne
- Centrum Oświatowo Dydaktyczne
- Katolickie Stowarzyszenie Młodzieży Diecezji Ełckiej

## Główne świątynie
- Katedra św. Wojciecha w Ełku (rocznica poświęcenia: 19 sierpnia)
- Konkatedra Najświętszej Maryi Panny Matki Kościoła w Gołdapi
- Konkatedra św. Aleksandra w Suwałkach

## Sanktuaria[2]
- Sanktuarium Matki Bożej Fatimskiej w Katedrze św. Wojciecha w Ełku
- Sanktuarium Miłosierdzia Bożego - Kościół Chrystusa Sługi w Ełku
- Sanktuarium św. Brunona - Kościół św. Brunona Biskupa i Męczennika w Giżycku
- Sanktuarium Matki Bożej Krasnoborskiej - Krasnybór
- Sanktuarium Matki Bożej Bazylianki - Kościół Matki Bożej Anielskiej w Lipsku
- Sanktuarium Krzyża Świętego - Kościół Podwyższenia Krzyża Świętego w Olecku
- Sanktuarium Matki Bożej Rajgrodzkiej - Królowej Rodzin w Kościele Narodzenia Najświętszej Maryi Panny w Rajgrodzie
- Sanktuarium Matki Bożej Sejneńskiej - Bazylika Nawiedzenia Najświętszej Maryi Panny w Sejnach
- Sanktuarium Matki Bożej Studzieniczańskiej
- Sanktuarium Miłosierdzia Bożego - Kościół Najświętszego Serca Pana Jezusa w Suwałkach

## Patroni
- Pierwszorzędny:
  - Najświętsza Maryja Panna – Matka Kościoła (poniedziałek po Zesłaniu Ducha Świętego)[3]
- Drugorzędni:
  - Święty Wojciech – biskup i męczennik (23 IV)
  - św. Brunon Bonifacy z Kwerfurtu – biskup i męczennik (12 VII)

## Ełckie Błogosławione

### Męczennicez okresu II wojny światowej
Wśród 108 męczenników z okresu II wojny światowej, mieszkanką ziem współczesnego woj. podlaskiego i diecezji ełckiej jest:
- bł. Marianna Biernacka – osoba świecka, oddała życie za swoją synową, która była w stanie błogosławionym;

a także wśród 11 męczennic z Nowogródka, mieszkankami województwa i diecezji są:
- bł. Maria Kanizja Mackiewicz – zakonnica, nazaretanka;
- bł. Maria Sergia
od Matki Bożej Bolesnej – zakonnica, nazaretanka.

## Dekanaty
- Dekanat Augustów - św. Bartłomieja Apostoła
- Dekanat Augustów - Matki Bożej Królowej Polski
- Dekanat Biała Piska
- Dekanat Ełk - Matki Bożej Fatimskiej
- Dekanat Ełk - Miłosierdzia Bożego
- Dekanat Ełk - Świętej Rodziny
- Dekanat Filipów
- Dekanat Giżycko - św. Krzysztofa
- Dekanat Giżycko - św. Szczepana Męczennika
- Dekanat Gołdap
- Dekanat Lipsk
- Dekanat Mikołajki
- Dekanat Olecko - Niepokalanego Poczęcia Najświętszej Maryi Panny
- Dekanat Olecko - św. Jana Apostoła
- Dekanat Orzysz
- Dekanat Pisz
- Dekanat Rajgród
- Dekanat Sejny
- Dekanat Suwałki - Ducha Świętego
- Dekanat Suwałki - Miłosierdzia Bożego
- Dekanat Suwałki - św. Benedykta i Romualda
- Dekanat Węgorzewo